# Pasques
Pasques és un municipi francès, situat al departament de la Costa d'Or i a la regió de Borgonya - Franc Comtat. L'any 2007 tenia 291 habitants.

## Demografia

### Població
El 2007 la població de fet de Pasques era de 291 persones. Hi havia 111 famílies, de les quals 20 eren unipersonals (12 homes vivint sols i 8 dones vivint soles), 40 parelles sense fills i 51 parelles amb fills.
La població ha evolucionat segons el següent gràfic:
Habitants censats

### Habitatges
El 2007 hi havia 123 habitatges, 111 eren l'habitatge principal de la família, 5 eren segones residències i 7 estaven desocupats. Tots els 119 habitatges eren cases. Dels 111 habitatges principals, 104 estaven ocupats pels seus propietaris, 1 estava llogat i ocupat pels llogaters i 6 estaven cedits a títol gratuït; 2 tenien dues cambres, 4 en tenien tres, 25 en tenien quatre i 80 en tenien cinc o més. 95 habitatges disposaven pel capbaix d'una plaça de pàrquing. A 29 habitatges hi havia un automòbil i a 73 n'hi havia dos o més.

### Piràmide de població
La piràmide de població per edats i sexe el 2009 era:
| Homes | Edats   | Dones |
| ----- | ------- | ----- |
| 0     | 95 o +  | 0     |
| 0     | 90 a 94 | 0     |
| 0     | 85 a 89 | 8     |
| 4     | 80 a 84 | 0     |
| 0     | 75 a 79 | 0     |
| 0     | 70 a 74 | 4     |
| 4     | 65 a 69 | 0     |
| 4     | 60 a 64 | 4     |
| 12    | 55 a 59 | 8     |
| 8     | 50 a 54 | 12    |
| 16    | 45 a 49 | 4     |
| 20    | 40 a 44 | 24    |
| 8     | 35 a 39 | 8     |
| 4     | 30 a 34 | 8     |
| 4     | 25 a 29 | 8     |
| 12    | 20 a 24 | 8     |
| 12    | 15 a 19 | 4     |
| 16    | 10 a 14 | 16    |
| 8     | 5 a 9   | 0     |
| 8     | 0 a 4   | 4     |

## Economia
El 2007 la població en edat de treballar era de 203 persones, 145 eren actives i 58 eren inactives. De les 145 persones actives 139 estaven ocupades (76 homes i 63 dones) i 6 estaven aturades (3 homes i 3 dones). De les 58 persones inactives 27 estaven jubilades, 18 estaven estudiant i 13 estaven classificades com a «altres inactius».

### Ingressos
El 2009 a Pasques hi havia 109 unitats fiscals que integraven 293 persones, la mediana anual d'ingressos fiscals per persona era de 22.111 €.

### Activitats econòmiques
Dels 6 establiments que hi havia el 2007, 2 eren d'empreses de construcció, 1 d'una empresa de comerç i reparació d'automòbils i 3 d'empreses de serveis.
Els 2 serveis als particulars que hi havia el 2009 eren electricistes.
L'any 2000 a Pasques hi havia 3 explotacions agrícoles.

## Equipaments sanitaris i escolars
El 2009 hi havia una escola elemental integrada dins d'un grup escolar amb les comunes properes formant una escola dispersa.

## Poblacions més properes
El següent diagrama mostra les poblacions més properes.